# Josef Antonín Hůlka
Josef Antonín Hůlka (10. února 1851, Velenovy – 10. února 1920, České Budějovice) byl sedmý biskup českobudějovický (1907 až 1920).

## Život
Absolvoval gymnázium v Klatovech a biskupský seminář v Českých Budějovicích, na kněze byl vysvěcen 18. července 1875. Po 14letém působení po budějovické diecézi byl roku 1889 jmenován spirituálem biskupského semináře. V roce 1893 se stal konzistorním kancléřem a v roce 1900 sídelním kanovníkem katedrální kapituly u sv. Mikuláše. Dne 4. prosince 1907 byl jmenován biskupem českobudějovickým, konsekrace a intronizace se odehrála 6. ledna 1908. Ve svém úřadu vyvíjel mimořádnou starost o osud zanedbávané a opuštěné mládeže, až do smrti byl katechetou v českobudějovickém sirotčinci. Nechal postavit kostel svatého Jana Nepomuckého nedaleko vojenské nemocnice. Pochován je na hřbitově svaté Otýlie (odd. VIII) v Českých Budějovicích.